# Muscarina
La muscarina è un prodotto naturale contenuto nell'Amanita muscaria e in alcune altre specie di funghi velenosi (in particolare specie appartenenti ai generi Inocybe e Clitocybe). Essa non appartiene alla classe degli alcaloidi perché non soddisfa alcuni dei criteri chimici tipici di questa classe.

## Caratteristiche
La muscarina è termostabile, incolore, inodore, insapore ed è solubile in acqua e in alcool in qualsiasi percentuale. Fu isolata per la prima volta dall'Amanita muscaria nel 1869.
La tossicità della muscarina è dovuta alla sua azione sulla branca parasimpatica del sistema nervoso autonomo, dove esercita effetti simili a quelli dell'acetilcolina. Infatti è definita agonista dei recettori colinergici, cioè si lega a questi recettori attivandoli come il ligando naturale. In particolare agisce selettivamente su alcuni di questi recettori. Insieme con la nicotina, la muscarina ha permesso di dividere i recettori colinergici in due grandi classi: i recettori nicotinici e i recettori muscarinici, a seconda se legano la nicotina o la muscarina.
Se ingerita o fumata provoca dispnea da broncocostrizione, abbassamento della temperatura corporea, stato confusionale, effetto inotropo e cronotropo negativo, convulsioni, coma, morte.
Si deve prestare particolare attenzione al genere Inocybe che, in alcune sue specie, presenta un tasso di muscarina nettamente più alto rispetto al genere Amanita.  Particolarmente ricche di muscarina si sono rivelate alcune specie di piccola taglia del genere Clitocybe, come C. dealbata.

## Antidoto

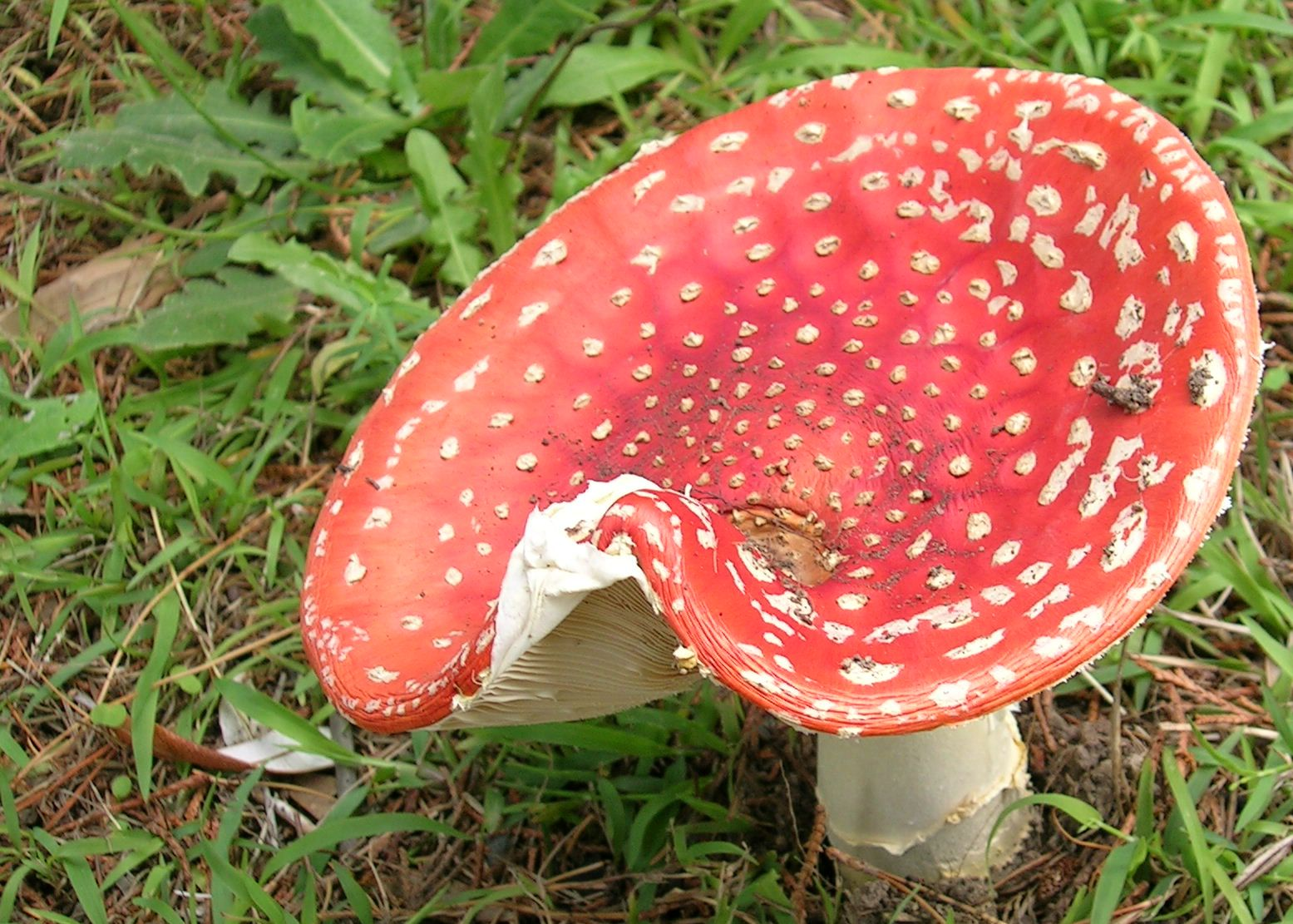
Amanita muscaria

In caso di avvelenamento da muscarina l'antidoto specifico è l'atropina (atropina solfato da 0,5 a 1 mg i.v., da ripetere ogni 15 minuti secondo il quadro clinico).